# Lange vinger
Lange vingers zijn langwerpige luchtige koekjes met aan de bovenkant een laagje suiker. De koekjes worden ook wel vingerkoek of boudoir genoemd, wat de naam van het koekje in het Frans is. 
Lange vingers worden in veel recepten gebruikt; als ingrediënt in tiramisu, charlotte en bijvoorbeeld een trifle, of als garnering  op een ijstaart. Ze worden gemaakt door eiwit en suiker stijf te kloppen, en er dan eidooiers en vervolgens gezeefde bloem en maiszetmeel doorheen te mengen. Het mengsel wordt op een bakplaat gespoten en met kristalsuiker bestrooid, waarna het wordt gebakken. 
Lange vingers ontstonden in de late vijftiende eeuw aan het hof van het hertogdom Savoye (Frankrijk en Italië), ter ere van een bezoek van de koning van Frankrijk. De Italiaanse naam voor dit koekje verwijst naar deze oorsprong: Biscotto savoiardo.